# Ліцей Клодель
Ліцей Клодель, (фр. Le Lycée Claudel d'Ottawa) — престижна франкомовна приватна школа у столиці  Канади, в місті Оттава. Школа надає французьку державну освіту на рівні середньої школи під наглядом Агентства французької освіти за кордоном (AEFE). Ліцей названий на честь французького поета Поля Клоделя. У школі навчаються понад 1000 студентів від дошкільного віку до дванадцятого класу. По закінченню навчання студенти отримують французький бакалаврат і диплом середньої освіти провінції Онтаріо. 
Базуючись на середньому балі випускників, ліцей Клодель посів перше місце в рейтингу серед майже 500 закордонних французьких шкіл.

## Історія
Ліцей Клодель був заснований 1962 року за сприяння посольства Франції у Канаді за програмою французької державної середньої школи.
Протягом наступних одинадцяти років додавалися класи на різних рівнях. У 1974 році перші випускники закінчили навчання у школі. У теперішнє приміщення ліцей переїхав у 1972 році. Зараз студенти навчаються у приміщеннях, які обладнані на високому технічному рівні, у середовищі, що пропонує найвищу якість навчання.

## Програма та рейтинг
Ліцей Клодель — це приватний навчальний заклад у провінції Онтаріо. Школа слідує програмі французької державної освіти на рівні середньої школи, під наглядом Агентства французької освіти за кордоном (AEFE) — всесвітньої мережі, що складається з 494 шкіл у 135 країнах. Загалом у мережі навчаються 330 000 студентів, серед них 125 000 — французької національності.
На кожному рівні ліцею, починаючи із дошкільного віку і закінчуючи дванадцятим класом, є три паралельних класи. В останніх класах студенти розділені у три потоки: L (література), ES (економіка і суспільство) і S (науки). Максимальна кількість студентів у одному класі — 30. Завдяки своєму розміщенню в столиці Канади, значна кількість студентів в ліцеї походить із сімей дипломатів. Загалом, вчаться студенти з 58 країн світу.
Ліцей Клодель має найвищий рейтинг серед закордонних французьких шкіл і постійно входить у десятку найсильніших шкіл у Північній Америці. Багато відомих особистостей навчалися в ліцеї, зокрема прем'єр-міністр Канади Джастін Трюдо.

## Національний сертифікат (Diplôme national du brevet)
Наприкінці 3ème класу, коли студентам зазвичай від 14 до 15 років, іспит
Національний сертифікат (Diplôme national du brevet) засвідчує набуття володіння загальною базою знань, умінь і культури.
Для присвоєння Національного сертифікату враховуються досягнутий кандидатом рівень володіння кожним із компонентів в чотирьох областей знань (від 80 до 400 балів) а також оцінки, отримані безпосередньо в іспитах під час експертизи (400 балів). Національний сертифікат присуджується кандидатам, які набрали загальну кількість не менше 400 балів з 800. Він може супроводжуватися відміткою «Досить добре», «Добре» або «Дуже добре», якщо кандидат отримує кількість балів відповідно вище 480, 560, 640.

## Вартість навчання
Канадійський департамент закордонних справ повністю покриває оплату дітей своїх працівників. Діти 130-150 сімей із департаменту навчаються в ліцеї. Для інших ціна навчання залежить від того, у якому класі навчається студент. Станом на 2017 рік, оплата за навчання складає від $12 500 до $14 200 на рік на дитину. Збір на вступні іспити та реєстрацію близько $1000. Продовжений час у школі коштує ще $1 300 на рік. Багато батьків також замовляють обіди для своїх дітей за $1 100 на рік. Додаткові витрати пов`язані з різними гуртками, що пропонуються після школи.